# Brina Švigelj Mérat
Brina Švigelj-Mérat (psevdonim Brina Svit), slovenska pisateljica in novinarka, * 31. maj 1954, Ljubljana.
Pisateljica, novinarka, režiserka in scenaristka Brina Švigelj Mérat (umetniško ime Brina Svit) se je rodila 31. maja 1954 v Ljubljani. Obiskovala je Osnovno šolo Prežihov Voranc, kjer se je prvič poskusila v literarnem ustvarjanju.  Na Filozofski fakulteti v Ljubljani je študirala francoščino in primerjalno književnost. Po diplomi je uspešno naredila sprejemne izpite in se vpisala na AGRFT. Po nekaj mesecih študija je odpotovala v Pariz in se odločila tam ostati, to je bilo leta 1980. Poročila se je s Francozom Pascalom Mératom. Pisala je za slovenske časnike. 
V Parizu se je začela njena profesionalna umetniška pot. Sodelovala je pri več filmih. Napisala je nekaj scenarijev, med drugim za svoja filma Balkon in Nikola, in posnela film o francoski igralki Jeanne Moreau. Pozneje je svoje ustvarjanje omejila na literaturo. Iz njenih filmskih let izvira njeno umetniško ime, saj so jo v produkciji filma opozorili, da z imenom »Švigelj Mérat« ne bo prišla daleč, zato si je izmislila psevdonim »Svit«. 
Njena prvenca April (1984) in Nenavadna razmerja (1998, v soavtorstvu s Petrom Kolškom) sta izšla samo v slovenščini in nista bila prevedena. Sledili sta deli Con brio (1999) in Smrt slovenske primadone (2001), ki sta izšli v Sloveniji nato pa še v prevodu Zdenke Štimac pri eni najprestižnejših francoskih založb Gallimard. Pomembna letnica v njenem ustvarjanju je 2001, ko jo je časnik Le monde povabil, da zanj napiše novelo. Z mislijo, da bodo novelo prevedli, je izziv sprejela, a se je izkazalo, da pričakujejo besedilo v francoščini. Tako je Poletje, ko je Marina imela telo napisala v tujem jeziku in ta način ustvarjanja ohranila vse do danes. Vsako delo najprej napiše v francoščini, nato ga sama prevede v slovenščino in izide v obeh državah. 
Njena dela so prevedena v več jezikov. Deluje tudi kot novinarka in prevajalka, veliko je pisala za Delo. Dobila je več nagrad, tudi nagradi Académie française. Z delom Nove definicije ljubezni je bila leta 2017 ena od finalistk za nagrado Goncourt de la nouvelle, ki jo podeljujejo za najboljšo francosko novelo. Napisala je knjigo esejev, dvoje knjig kratke proze in sedem romanov.